# St. Georg (Freden)

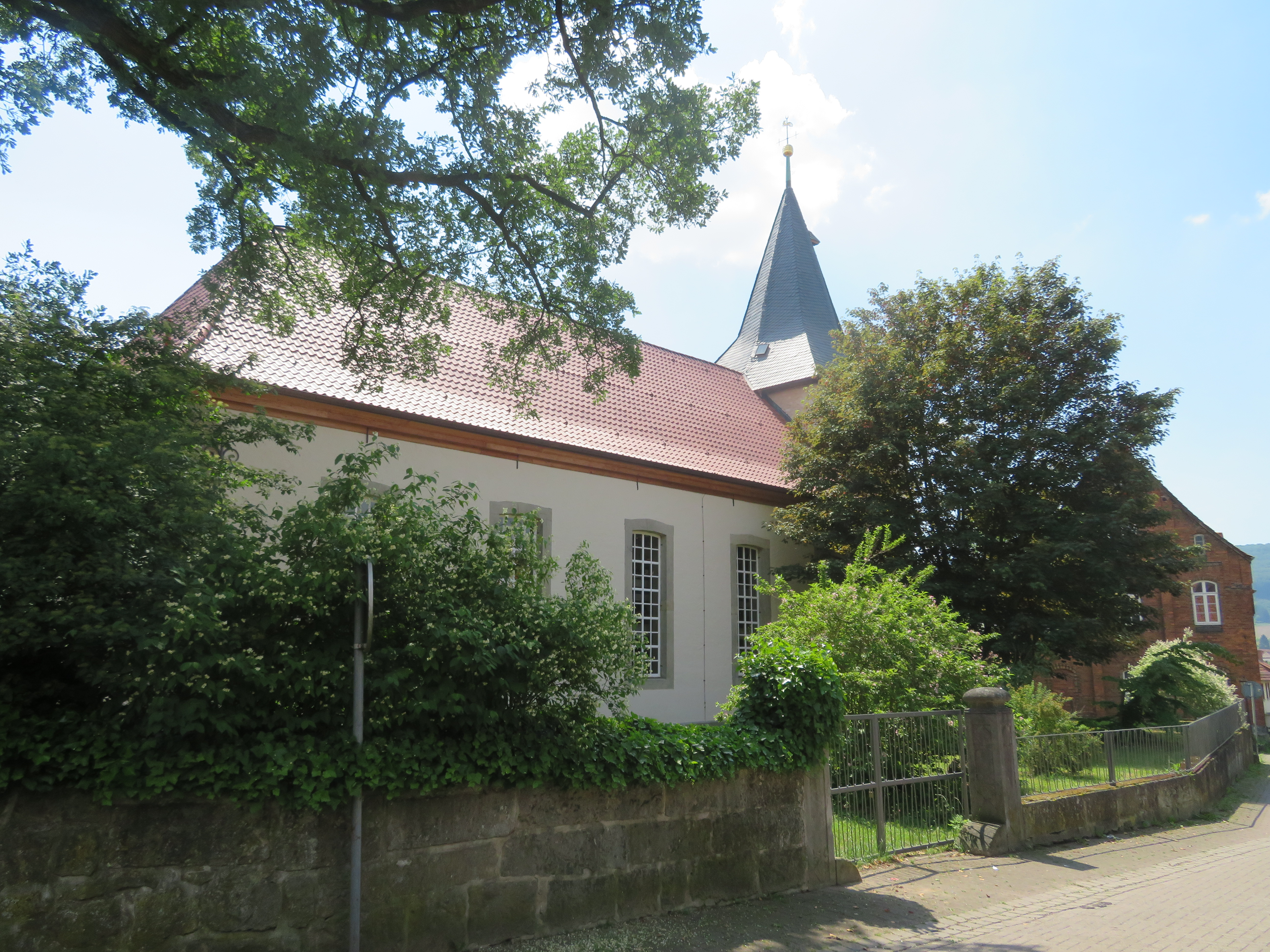
Freden, St. Georg

Die evangelisch-lutherische, denkmalgeschützte Kirche St. Georg steht in Freden, einer Gemeinde im Landkreis Hildesheim in Niedersachsen. Die Kirchengemeinde gehört zum Kirchenkreis Hildesheimer Land-Alfeld im Sprengel Hildesheim-Göttingen der Evangelisch-lutherischen Landeskirche Hannovers.

## Beschreibung
Das Kirchenschiff der Saalkirche mit fünf Achsen wurde 1818/19 errichtet. Die Wände sind auf Werksteinen gegründet. Die Bruchsteine vom abgebrochenen romanischen Vorgängerbau wurden wieder verwendet. Die ältesten Teile des Kirchturms, wie die Spolien auf der Südseite, wurden beibehalten. Die verputzte Kirche ist mit Ecksteinen versehen. Das mit einem abgewalmten Satteldach bedeckte Kirchenschiff hat hohe segmentbogige Fenster.
Der mit einer U-förmigen Empore ausgestattete Innenraum ist durch ein hölzernes, bemaltes segmentbogiges Tonnengewölbe überdeckt. Im Turm hängen zwei Kirchenglocken. Der schiefergedeckte Turmhelm wird vom Quadrat zum Achteck übergeleitet. Zur Kirchenausstattung gehört ein klassizistischer Kanzelaltar mit Altarschranken. Das in der Kirchenachse stehende, hölzerne, schüsselartige Taufbecken auf einem quadratischen Sockel wurde um 1800 gebaut. Zusätzliche gibt es noch einen barocken Taufengel aus der zweiten Hälfte des 18. Jahrhunderts. Die heutige Orgel mit 17 Registern, verteilt auf zwei Manuale und ein Pedal, wurde 1958 bis 1971 im alten barocken Prospekt gebaut.